# 楊鋒
楊 鋒（よう ほう）は、中国の通俗歴史小説『三国志演義』に登場する架空の人物。南蛮の銀冶洞（ぎんやどう）二十一洞の洞主。
諸葛亮に恩義を受けた彼は、5人の屈強な息子達と3万の兵を引きつれ、孟獲、孟優、朶思大王のもとに偽って援軍として訪ねてくる。喜んだ孟獲により酒宴を催されるが、宴に何も無いのは興ざめだと、楊鋒は連れて来た同族の女達に剣舞を踊らせる。やがて孟獲達が酒に酔い油断し始めると、楊鋒は息子達と杯を献上する振りをして三人の側に近づき捕縛してしまう。そして女達に宴席場を包囲させ、彼らの身柄を確保した後に、諸葛亮に引き渡すのである。これにより朶思大王の禿竜洞は陥落する。